# Jordi Riera
Pour les articles homonymes, voir Riera.
Riera  Valls est un nom espagnol. Le premier nom de famille, en général paternel, est Riera ; le second, en général maternel, souvent omis, est Valls.
Jordi Riera Valls, né le 14 mai 1977 à Puig-reig, est un coureur cycliste espagnol. Il passe professionnel en 2002 au sein de l'équipe Kelme-Costa Blanca.

## Palmarès
- 2001
  - Grand Prix Macario
  - 3e du Tour d'Alicante
- 2004
  - Trophée Iberdrola
  - Mémorial Valenciaga
  - 5e étape du Tour de Palencia

## Résultats sur les grands tours

### Tour d'Italie
1 participation
- 2003 : 93e